# Fussballclub Biel/Bienne 2014-2015
Questa voce raccoglie le informazioni riguardanti il Fussballclub Biel/Bienne nelle competizioni ufficiali della stagione 2014-2015.

## Stagione
Nella stagione 2014-2015 il Bienne, allenato da Hans-Peter Zaugg, Jean-Michel Aeby e Patrick Rahmen, concluse il campionato di Challenge League al 10º posto. In Coppa Svizzera il Bienne fu eliminato al secondo turno dal Sion.

## Rosa
| N. |                                 | Ruolo | Calciatore          |
| -- | ------------------------------- | ----- | ------------------- |
| 2  | Svizzera (bandiera)             | D     | Ivo Zangger         |
| 3  | Svizzera (bandiera)             | D     | André Pazeller      |
| 4  | Bosnia ed Erzegovina (bandiera) | D     | Mustafa Sejmenović  |
| 5  | Italia (bandiera)               | D     | Emiliano Etchegoyen |
| 5  | Svizzera (bandiera)             | D     | Zlatko Hebib        |
| 6  | Brasile (bandiera)              | C     | Wellington Júnior   |
| 7  | Nigeria (bandiera)              | C     | Steven Ukoh         |
| 8  | Danimarca (bandiera)            | C     | Michael Silberbauer |
| 9  | Svizzera (bandiera)             | A     | Kaua Safari         |
| 10 | Francia (bandiera)              | C     | Mathieu Salamand    |
| 11 | Svizzera (bandiera)             | A     | Nico Siegrist       |
| 13 | Portogallo (bandiera)           | A     | Luís Pimenta        |
| 14 | Germania (bandiera)             | A     | Cidimar             |
| 15 | Svizzera (bandiera)             | A     | Adrien Zbinden      |
| 16 | Svizzera (bandiera)             | C     | Gentian Demolli     |

| N. |                     | Ruolo | Calciatore         |
| -- | ------------------- | ----- | ------------------ |
| 17 | Svizzera (bandiera) | D     | Jonas Elmer        |
| 17 | Svizzera (bandiera) | C     | Thibault Corbaz    |
| 18 | Svizzera (bandiera) | P     | Mirko Salvi        |
| 19 | Svizzera (bandiera) | C     | Janick Kamber      |
| 20 | Svizzera (bandiera) | D     | Fabio De Feo       |
| 21 | Svizzera (bandiera) | P     | Pablo Molina       |
| 22 | Svizzera (bandiera) | A     | Giuseppe Morello   |
| 23 | Francia (bandiera)  | C     | Norman Peyretti    |
| 24 | Camerun (bandiera)  | C     | Cédric N'Koum      |
| 25 | Senegal (bandiera)  | A     | Matar Coly         |
| 26 | Svizzera (bandiera) | D     | Jérémy Manière     |
| 27 | Svizzera (bandiera) | D     | Labinot Sheholli   |
| 28 | Svizzera (bandiera) | A     | Mathias Schnider   |
| 31 | Svizzera (bandiera) | P     | Breogan Espasandin |
| 33 | Svizzera (bandiera) | D     | Thomas Fekete      |

## Organigramma societario
Area tecnica
- Allenatore: Patrick Rahmen
- Allenatore in seconda: Marco Walker
- Preparatore dei portieri: Peter Scheurer
- Preparatori atletici:

## Calciomercato

### Sessione estiva
| Acquisti | Acquisti            | Acquisti      | Acquisti |
| R.       | Nome                | da            | Modalità |
| -------- | ------------------- | ------------- | -------- |
| C        | Michael Silberbauer | Young Boys II |          |
| A        | Matar Coly          | Losanna       |          |
| D        | Jonas Elmer         | Winterthur    |          |
| A        | Luís Pimenta        | Beira-Mar     |          |
| P        | Mirko Salvi         | Basilea       |          |
| D        | Labinot Sheholli    | Köniz         |          |

| Cessioni | Cessioni          | Cessioni        | Cessioni |
| R.       | Nome              | a               | Modalità |
| -------- | ----------------- | --------------- | -------- |
| P        | Franck Grasseler  | Sciaffusa       |          |
| C        | Seyi Adeleke      | Lazio           |          |
| A        | Nenad Bijelić     | Baden           |          |
| D        | Mehdi Challandes  | Neuchâtel Xamax |          |
| C        | Pietro Di Nardo   | Neuchâtel Xamax |          |
| D        | Gianluca Hossmann | Grasshoppers    |          |
| A        | Gaëtan Karlen     | Sion            |          |
| A        | Cristian Miani    | Sciaffusa       |          |

### Sessione invernale
| Acquisti | Acquisti      | Acquisti      | Acquisti |
| R.       | Nome          | da            | Modalità |
| -------- | ------------- | ------------- | -------- |
| D        | Thomas Fekete | Young Boys II |          |
| C        | Cédric N'Koum | Odense        |          |
| A        | Cidimar       | Sonnenhof G.  |          |

| Cessioni | Cessioni | Cessioni | Cessioni |
| R.       | Nome     | a        | Modalità |
| -------- | -------- | -------- | -------- |

## Risultati

### Challenge League

#### Prima fase, girone di andata
| Arbitro: | Huwiler |

|                              |           |              |
| Avanzini 86’ (rig.) Roux 90’ | Marcatori | 33’ Peyretti |

| Arbitro: | Schärer |

|  |           |                      |
|  | Marcatori | 35’ (rig.) Regazzoni |

| Sciaffusa 3 agosto 2014, ore 15:00 CEST 3ª giornata | Sciaffusa | 0 – 0 referto | Bienne | Stadion Breite (1 627 spett.)\| Arbitro: \| Gut \| |
| Arbitro:                                            | Gut       |               |        |                                                    |

| Arbitro: | Fähndrich |

|                                                  |           |                                        |
| Bengondo 20’ Çiçek 54’ D'Angelo 83’ Paulinho 87’ | Marcatori | 41’ Sejmenović 44’ Peyretti 75’ Safari |

| Arbitro: | Ovcharov |

|                   |           |                    |
| Peyretti 53’, 68’ | Marcatori | 9’ Rapp 18’ Ramizi |

| Arbitro: | Tschudi |

|              |           |  |
| Bouziane 17’ | Marcatori |  |

| Arbitro: | Jancevski |

|  |           |                 |
|  | Marcatori | 59’ (rig.) Ianu |

| Wil 13 settembre 2014, ore 17:45 CEST 8ª giornata | Wil     | 0 – 0 referto | Bienne | IGP Arena (1 230 spett.)\| Arbitro: \| Huwiler \| |
| Arbitro:                                          | Huwiler |               |        |                                                   |

| Arbitro: | Musa |

|  |           |               |
|  | Marcatori | 56’ Sabbatini |

#### Prima fase, girone di ritorno
| Arbitro: | Jaccottet |

|                |           |                         |
| Etchegoyen 72’ | Marcatori | 23’ Almerares 86’ Tadić |

| Arbitro: | Superczynski |

|                                          |           |  |
| Rapp 7’ Buess 60’ Ramizi 65’ Brahimi 79’ | Marcatori |  |

| Arbitro: | Schnyder |

|                                                   |           |                    |
| Kamber 1’ Morello 9’ Ukoh 38’ (rig.) Siegrist 90’ | Marcatori | 84’ (rig.) Cerrone |

| Arbitro: | Pache |

|                     |           |             |
| Cortelezzi 48’, 88’ | Marcatori | 31’ Pimenta |

| Arbitro: | Gut |

|  |           |              |
|  | Marcatori | 76’ Marković |

| Arbitro: | Schnyder |

|             |           |  |
| Morello 87’ | Marcatori |  |

| Arbitro: | Hussain |

|                              |           |                                |
| Baldovaliev 82’ Magnetti 90’ | Marcatori | 7’ Peyretti 86’ (rig.) Morello |

| Arbitro: | Huwiler |

|                         |           |                        |
| Siegrist 63’ Safari 74’ | Marcatori | 46’ Bengondo 61’ Paiva |

| Arbitro: | Schnyder |

|                                    |           |                      |
| Malonga 1’, 9’ Dupuis 20’ Ianu 64’ | Marcatori | 2’ Corbaz 90’ Safari |

#### Seconda fase, girone di andata
| Arbitro: | Schnyder |

|            |           |            |
| Urbano 74’ | Marcatori | 67’ Corbaz |

| Arbitro: | Studer |

|                                        |           |          |
| Ukoh 30’ Cidimar 45’, 76’ Peyretti 84’ | Marcatori | 4’ Paiva |

| Arbitro: | Fähndrich |

|  |           |                            |
|  | Marcatori | 33’ Sejmenović 82’ Cidimar |

| Arbitro: | Huwiler |

|              |           |  |
| Siegrist 79’ | Marcatori |  |

| Bienne 9 marzo 2015, ore 19:45 CET 23ª giornata | Bienne | 0 – 0 referto | Sciaffusa | Gurzelen (940 spett.)\| Arbitro: \| Pache \| |
| Arbitro:                                        | Pache  |               |           |                                              |

| Arbitro: | Pache |

|          |           |                      |
| Rapp 47’ | Marcatori | 20’ Pimenta 36’ Ukoh |

| Arbitro: | Erlachner |

|  |           |                                  |
|  | Marcatori | 71’ Fejzulahi 74’ (rig.) Kololli |

| Arbitro: | Fähndrich |

|             |           |            |
| Besnard 54’ | Marcatori | 45’ Júnior |

| Bienne 12 aprile 2015, ore 15:00 CEST 27ª giornata | Bienne | 0 – 0 referto | Wil | Gurzelen (1 440 spett.)\| Arbitro: \| Studer \| |
| Arbitro:                                           | Studer |               |     |                                                 |

#### Seconda fase, girone di ritorno
| Arbitro: | Jancevski |

|                        |           |                                |
| Katz 18’ Dessarzin 62’ | Marcatori | 59’ Kamber 90’ (aut.) Krasniqi |

| Arbitro: | Ovcharov |

|                    |           |           |
| Mustafi 67’ (rig.) | Marcatori | 65’ Elmer |

| Arbitro: | Gut |

|  |           |            |
|  | Marcatori | 89’ Kamber |

| Arbitro: | San |

|                                                        |           |                         |
| Foschini 11’ Tighazoui 17’, 40’ Paiva 54’ Bengondo 90’ | Marcatori | 69’ Cidimar 84’ Pimenta |

| Arbitro: | Hänni |

|                    |           |                         |
| Morello 87’ (rig.) | Marcatori | 27’ Pacar 66’ Regazzoni |

| Arbitro: | Huwiler |

|          |           |             |
| Fazli 7’ | Marcatori | 54’ Pimenta |

| Arbitro: | Erlachner |

|                                |           |          |
| Pimenta 12’ Morello 87’ (rig.) | Marcatori | 54’ Rapp |

| Arbitro: | Amhof |

|  |           |                        |
|  | Marcatori | 68’ Guarino 86’ Urbano |

| Arbitro: | Schärer |

|             |           |  |
| Mariani 70’ | Marcatori |  |

### Coppa Svizzera
| 23 agosto 2014, ore 16:00 CEST Primo turno | Terre Sainte | 0 – 1 | Bienne |  |

| 20 settembre 2014, ore 17:30 CEST Secondo turno | Bienne | 0 – 1 | Sion |  |

## Statistiche

### Statistiche di squadra
| Competizione     | Punti | In casa | In casa | In casa | In casa | In casa | In casa | In trasferta | In trasferta | In trasferta | In trasferta | In trasferta | In trasferta | Totale | Totale | Totale | Totale | Totale | Totale | DR  |
| Competizione     | Punti | G       | V       | N       | P       | Gf      | Gs      | G            | V            | N            | P            | Gf           | Gs           | G      | V      | N      | P      | Gf     | Gs     | DR  |
| ---------------- | ----- | ------- | ------- | ------- | ------- | ------- | ------- | ------------ | ------------ | ------------ | ------------ | ------------ | ------------ | ------ | ------ | ------ | ------ | ------ | ------ | --- |
| Challenge League | 33    | 18      | 5       | 4       | 9       | 18      | 20      | 18           | 2            | 8            | 8            | 21           | 32           | 36     | 7      | 12     | 17     | 39     | 52     | -13 |
| Coppa Svizzera   | -     | 1       | 0       | 0       | 1       | 0       | 1       | 1            | 1            | 0            | 0            | 1            | 0            | 2      | 1      | 0      | 1      | 1      | 1      | 0   |
| Totale           | 33    | 19      | 5       | 4       | 10      | 18      | 21      | 19           | 3            | 8            | 8            | 22           | 32           | 38     | 8      | 12     | 18     | 40     | 53     | -13 |

### Andamento in campionato
| Giornata  | 1 | 2 | 3  | 4  | 5  | 6  | 7  | 8  | 9  | 10 | 11 | 12 | 13 | 14 | 15 | 16 | 17 | 18 | 19 | 20 | 21 | 22 | 23 | 24 | 25 | 26 | 27 | 28 | 29 | 30 | 31 | 32 | 33 | 34 | 35 | 36 |
| --------- | - | - | -- | -- | -- | -- | -- | -- | -- | -- | -- | -- | -- | -- | -- | -- | -- | -- | -- | -- | -- | -- | -- | -- | -- | -- | -- | -- | -- | -- | -- | -- | -- | -- | -- | -- |
| Luogo     | T | C | T  | T  | C  | T  | C  | T  | C  | C  | T  | C  | T  | C  | C  | T  | C  | T  | T  | C  | T  | C  | C  | T  | C  | T  | C  | T  | T  | C  | T  | C  | T  | C  | C  | T  |
| Risultato | P | P | N  | P  | N  | P  | P  | N  | P  | P  | P  | V  | P  | P  | V  | N  | N  | P  | N  | V  | V  | V  | N  | V  | P  | N  | N  | N  | N  | P  | P  | P  | N  | V  | P  | P  |
| Posizione | 8 | 9 | 10 | 10 | 10 | 10 | 10 | 10 | 10 | 10 | 10 | 10 | 10 | 10 | 10 | 10 | 10 | 10 | 10 | 9  | 9  | 8  | 8  | 8  | 8  | 8  | 8  | 8  | 8  | 8  | 10 | 10 | 10 | 10 | 10 | 10 |

Legenda:

Luogo: C = Casa; T = Trasferta. Risultato: V = Vittoria; N = Pareggio; P = Sconfitta.

### Statistiche dei giocatori
| C. Cidimar     | 14 | 4 | 1 | 0 |
| M. Coly        | 0  | 0 | 0 | 0 |
| T. Corbaz      | 18 | 2 | 4 | 0 |
| F. De Feo      | 3  | 0 | 0 | 0 |
| G. Demolli     | 8  | 0 | 3 | 0 |
| J. Elmer       | 34 | 1 | 6 | 0 |
| B. Espasandin  | 0  | 0 | 0 | 0 |
| E. Etchegoyen  | 12 | 1 | 3 | 0 |
| T. Fekete      | 7  | 0 | 0 | 0 |
| F. Grasseler   | 1  | 0 | 0 | 0 |
| Z. Hebib       | 5  | 0 | 0 | 0 |
| W. Júnior      | 3  | 1 | 1 | 0 |
| J. Kamber      | 28 | 2 | 4 | 0 |
| J. Manière     | 33 | 0 | 4 | 1 |
| P. Molina      | 0  | 0 | 0 | 0 |
| G. Morello     | 20 | 5 | 3 | 0 |
| C. N'Koum      | 5  | 0 | 1 | 0 |
| A. Pazeller    | 0  | 0 | 0 | 0 |
| N. Peyretti    | 27 | 6 | 2 | 0 |
| L. Pimenta     | 27 | 5 | 3 | 0 |
| K. Safari      | 32 | 3 | 1 | 0 |
| M. Salamand    | 24 | 0 | 5 | 0 |
| M. Salvi       | 35 | 0 | 1 | 0 |
| M. Schnider    | 1  | 0 | 0 | 0 |
| M. Sejmenović  | 25 | 2 | 3 | 0 |
| L. Sheholli    | 16 | 0 | 5 | 0 |
| N. Siegrist    | 33 | 3 | 0 | 0 |
| M. Silberbauer | 23 | 0 | 9 | 0 |
| S. Ukoh        | 34 | 3 | 4 | 1 |
| I. Zangger     | 30 | 0 | 2 | 0 |
| A. Zbinden     | 1  | 0 | 0 | 0 |